# The Katzenjammer Kids

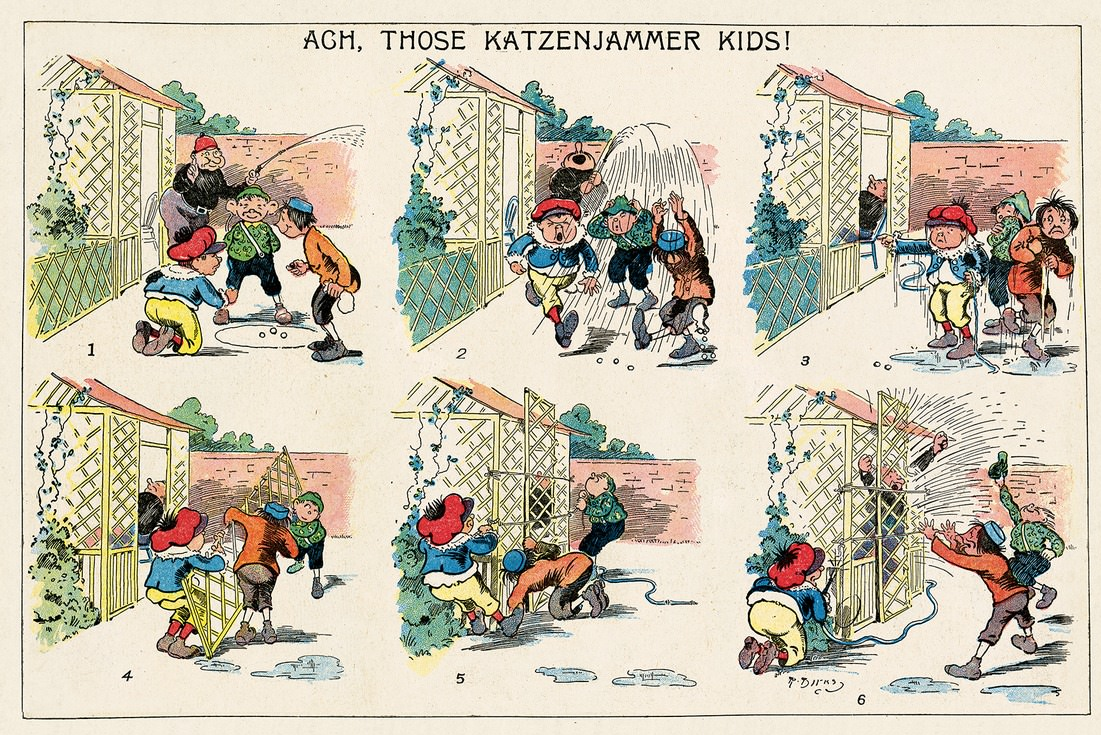
Erster Strip der Katzenjammer Kids vom 12. Dezember 1897

The Katzenjammer Kids ist einer der langlebigsten modernen Comicstrips. Er erschien erstmals am 12. Dezember 1897 im American Humorist, einer Sonntagsbeilage des New York Journal. Er wurde von dem in die USA immigrierten Deutschen Rudolph Dirks erfunden und gezeichnet und ist die älteste immer noch fortgeführte Comic-Reihe.

## Geschichte

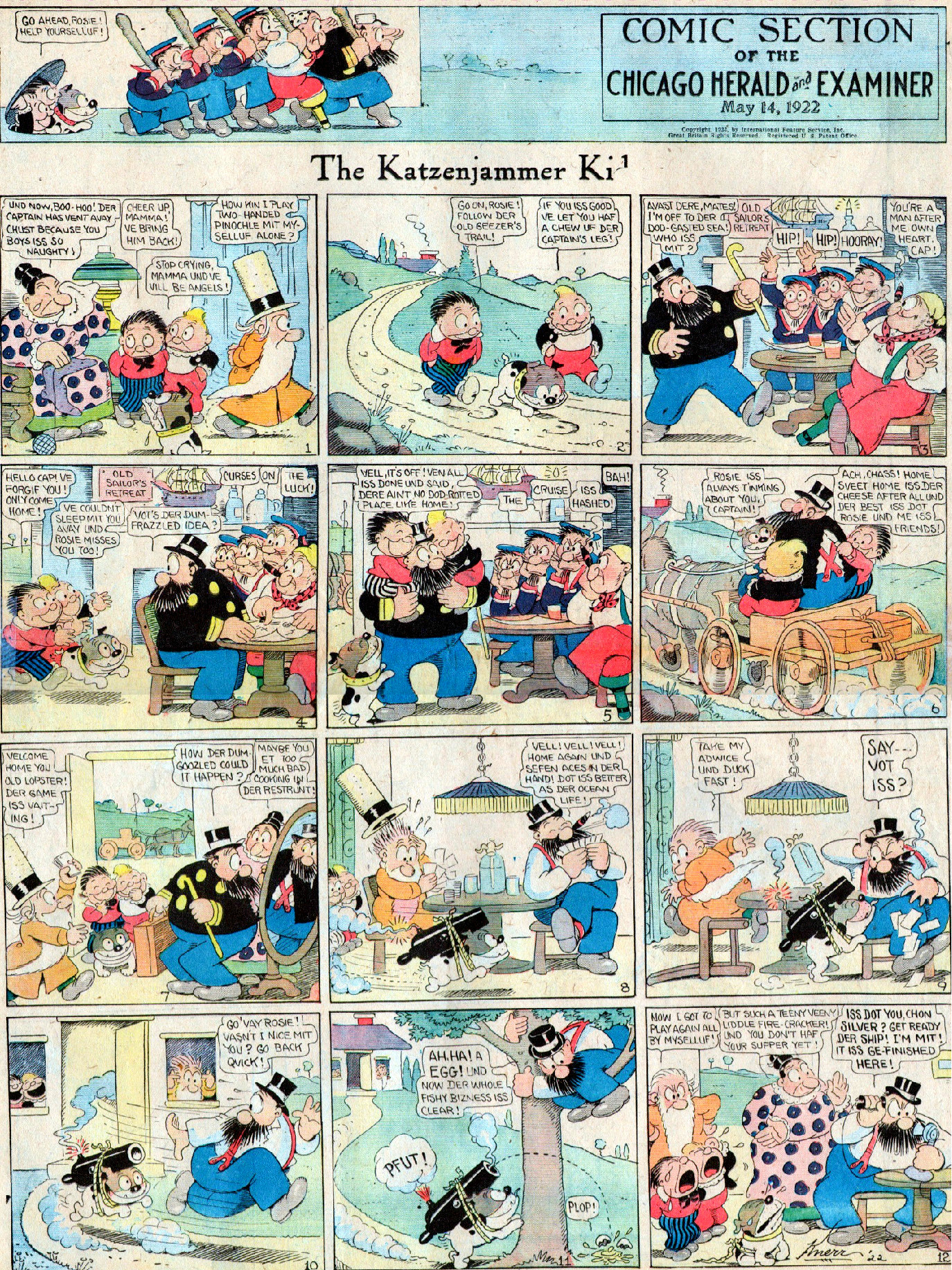
Harold Knerr (1922)

William Randolph Hearst, der Verleger des New York Journal, forderte angesichts des Erfolgs der Serie The Yellow Kid von Richard Outcault beim Konkurrenzverlag einen ähnlichen Comic für sein Blatt. Es sollte sich an Wilhelm Buschs Max und Moritz anlehnen. Dafür engagierte er den deutschstämmigen Zeichner Rudolph Dirks. Daher heißen die beiden Hauptfiguren, Zwillinge, die gegen alle Autoritäten aufbegehren, Hans und Fritz. Weitere Figuren sind ihre Mutter Mama, der viele Streiche gelten, Der Captain, ein schiffbrüchiger Seemann, der als Ersatz-Vater agiert, und Der Inspector, der Schulaufseher ist. Die meisten Figuren sprechen Englisch mit stereotypem deutschen Akzent. Dieser zeigt sich im Comic durch Nutzung härterer Konsonanten.
Aktuell wird The Katzenjammer Kids von Hy Eisman gezeichnet und von King Features herausgegeben.

## Titel
Als Dirks nach 15 Jahren Zeichenarbeit eine Pause einlegen wollte, kam es zum Streit mit dem Verlag, der die Reihe nicht unterbrechen wollte. The Katzenjammer Kids wurde daher mit dem neuen Zeichner Harold Knerr (1882–1949) weitergeführt. Dirks klagte dagegen und erhielt das Recht, den Comic unter dem neuen Namen The Captain and the Kids beim New York Herald von Joseph Pulitzer fortzuführen, sodass die Reihe ein halbes Jahrhundert lang in zwei Konkurrenzverlagen lief.
In Skandinavien sind die beiden Katzenjammer Kids als Knoll und Tott oder aber auch als Kalle und Pelle bekannt. Dänemark ist das erste Land Europas, in dem die Comicstrips ab 1908 im Wochenblatt Hjemmet unter dem Titel Knold og Tot erschienen sind. Im Jahr 1911 startete eine Heftreihe, von der bis heute jährlich eine Ausgabe erscheint.
In Italien ist die Serie als Bibì e Bibò bekannt, und in Frankreich lief sie unter dem Titel Pim Pam Poum.

## Filmische Adaptionen

### Stummfilme
- The Katzenjammer Kids in School (1898)
- The Katzenjammer Kids Have a Love Affair (1900)
- The Katzenjammer Kids (1912)
- They Plan a Trip to Germany (1912)
- They Entertain Company (1912)
- They Go to School (1912)
- School Days (1912)
- Unwilling Scholars (1912)
- The Arrival of Cousin Otto (1912)

### Zeichentrickfilm
1918 brachte der International Film Service zwei kurze Zeichentrickfolgen mit dem Titel Policy and Pie (Versicherungspolice und Kuchen) heraus, die von der Library of Congress in die Sammlung Origins of American Animation, 1900-1921 aufgenommen wurden. Die Zeichentrickfilme sind in Schwarzweiß gehalten und stumm, Dialoge werden in Sprechblasen gezeigt.

## Kulturelle Rezeption
Der Comic wurde bereits 1903 als Bühnenstück aufgeführt und war auch Bestandteil einer Briefmarkenreihe zu klassischen Comicreihen der US-amerikanischen Post.
In ihrem Hauptwerk The Autobiography of Alice B. Toklas erzählt Gertrude Stein, wie sie Pablo Picasso nach seiner Trennung von Fernande Olivier mit einem Stapel der Comics, die ihn auch visuell stark beeinflussten, eine große Freude machen konnte.
In dem Spielfilm Heaven Can Wait (1943) von Ernst Lubitsch gibt es eine lange Szene, in der am Sonntagmorgen-Frühstückstisch über die neueste Folge der Katzenjammer Kids geredet und darüber gemutmaßt wird, wie der Captain aus einem Fass mitten in der Wüste entkommen konnte.
Im Spielfilm Inglourious Basterds (2009) wird der englische Lt. Archie Hicox von General Fenech gefragt, ob er fließend Deutsch spreche, worauf er antwortet „Like a Katzenjammer kid“ (Wie ein Katzenjammer Kid).

## Ausgaben
- Rudolph Dirks: The Katzenjammer Kids. Early Strips in Full Color. (Ungekürzter Nachdruck von 1918) New York, 1974. ISBN 0-486-23005-8.
- Rudolph Dirks; Harold H. Knerr: Katzenjammer Kids. Melzer, Darmstadt 1972, ISBN 3-7874-0021-4 Pp.

## Dokumentarfilm
- Katzenjammer Kauderwelsch. A Comic-Pionier-Story. Regie: Martina Fluck mit Tim Eckhorst, Deutschland 2019, 85 Minuten.